# Reticolo endoplasmatico

Schema del nucleo cellulare e del reticolo endoplasmatico annesso.

Il reticolo endoplasmatico è un sistema di endomembrane tipico delle cellule eucariote. Rappresenta il compartimento più esteso e adattabile delle cellule eucariote. Esso consiste in un sistema tridimensionale di membrane unite topologicamente tra loro, situato nel citoplasma. Questi compartimenti di membrana assumono varie forme, tra cui cisterne (sacchi appiattiti), tubuli e vescicole e sono estremamente mobili e dinamici modificando la loro forma ed estensione durante le varie fasi del ciclo cellulare.
Il reticolo endoplasmatico adempie alle funzioni di:
- trasporto co-traslazionale di proteine appena tradotte dall'insieme (o "pool") di ribosomi della cellula[3];
- glicosilazione di proteine e indirizzamento di queste verso le sedi finali (es. Golgi e altri organelli della via biosintetico-secretoria, ambiente extracellulare);
- controllo e degradazione di proteine mal-ripiegate;
- riserva di ioni calcio (utile in diversi processi come: contrazione cellulare, apoptosi, inizializzazione di vie di segnalazione, inizializzazione di processi cellulari ciclici: onde del Ca2+ dello spermatozoo; correnti pacemaker delle cellule nodali, etc);
- detossificazione di sostanze esterne (esempio xenobiotici);
- omeostasi delle specie reattive dell'ossigeno (ROS) e dell'azoto (NOS).

## Origine del nome e scoperta del reticolo endoplasmatico
Il termine "reticolo" nasce dall'aspetto che assume questo organello al microscopio ottico, in seguito alla colorazione del tessuto tramite impregnazione argentica (Metodo di Golgi). In questa metodica la precipitazione dell'argento mette in evidenza una trama reticolare sita in posizione perinucleare.
Il termine "endoplasmatico" è legato all'avvento della microscopia elettronica: solo nel 1945 grazie a Keith R. Porter, Albert Claude, Brody Meskers e Ernest F. Fullam fu possibile visualizzare il reticolo endoplasmatico al microscopio elettronico. A quei tempi si pensava che il reticolo fosse confinato alla zona centrale della cellula (dove di solito - nelle cellule a crescita non polarizzata - è sito il nucleo), un tempo denominata "endoplasma". In realtà con lo svilupparsi delle tecniche di microscopia elettronica fu possibile osservare il reticolo endoplasmatico anche nella zona un tempo denominata "ectoplasma" (una zona di protoplasma periferica alla cellula). Dopo che venne osservato che le due strutture (un tempo denominate "reticolo endoplasmatico" e "reticolo ectoplasmatico") erano continue tra loro, per abitudine venne preferito il primo nome per denominare l'organello.

## Topologia del reticolo endoplasmatico
Le membrane dividono il citoplasma in due compartimenti principali:
- Il compartimento intramembranoso (lume), cioè lo spazio racchiuso dalle doppie membrane del reticolo endoplasmatico e in collegamento diretto con il lume delle membrane nucleari. Durante lo svolgimento della via biosintetico-secretoria i prodotti da secernere vengono immagazzinati nel lume del reticolo, trasportati al complesso di Golgi e quindi all'esterno della cellula. In alternativa essi possono retrotraslocare indietro al nucleo.
- Il citosol extramembranoso è formato da proteine colloidali come enzimi, carboidrati e piccole molecole proteiche, insieme ai ribosomi, acidi ribonucleici ed elementi del citoscheletro.

## Tipi di reticolo endoplasmatico
Dal punto di vista strutturale, il sistema di canali può essere suddiviso in reticolo endoplasmatico rugoso  o ruvido (RER), che presenta ribosomi attaccati sulla sua superficie esterna, e il reticolo endoplasmatico liscio (REL) o agranulare, che è privo di ribosomi. Dal punto di vista funzionale il reticolo endoplasmatico è compartimentalizzato in regioni specializzate, ognuna delle quali svolge differenti funzioni.

### Reticolo endoplasmatico rugoso
Il reticolo endoplasmatico rugoso, ricoperto di ribosomi ancorati alle membrane tramite proteine dette riboforine, è una sede della sintesi proteica. La maggior parte delle proteine passa attraverso le sue membrane per poi passare attraverso il reticolo endoplasmatico di transizione che le inserisce in vescicole indirizzate alle cisterne (cossar) dell'apparato di Golgi dove avverrà la sintesi finale.
Dopo il passaggio attraverso tali strutture, le proteine possono: rimanere all'interno degli organelli citoplasmatici circondati da membrana come i lisosomi, venire incorporate in una nuova membrana plasmatica o essere espulse dalla cellula. Anche alcuni carboidrati sono sintetizzati da enzimi presenti nelle cavità del reticolo endoplasmatico rugoso e possono essere uniti alle proteine neoformate (si ha la cosiddetta glicosilazione). Le vescicole gemmano dal reticolo endoplasmatico rugoso per essere trasportate nell'apparato del Golgi in una fase del processo cellulare di targeting delle proteine.

### Reticolo endoplasmatico liscio
Fa parte dello stesso sistema del RER, ma ultra-strutturalmente è organizzato in modo totalmente diverso rispetto all'altro. Non solo sulle membrane del REL non ci sono i ribosomi, ma tendenzialmente questo non forma cisterne, bensì una serie di tubuli di membrana ramificati e collegati reciprocamente. Il reticolo endoplasmatico liscio è molto sviluppato nelle cellule che producono ormoni steroidei, e conferisce loro un aspetto quasi labirintico. Svolge un ruolo fondamentale nel metabolismo dei carboidrati e in molti altri processi metabolici, tra cui la detossicazione e la sintesi di lipidi, tra cui colesterolo e altri steroidi.
Le membrane del reticolo endoplasmatico liscio funzionano come superfici per l'adesione di numerosi sistemi enzimatici, ad esempio il citocromo P450, che è coinvolto in importanti meccanismi di detossificazione ed è in questo modo accessibile ai suoi substrati, che generalmente sono lipofili. Queste membrane collaborano inoltre con il reticolo endoplasmatico rugoso e con l'apparato del Golgi per sintetizzare nuove membrane; le componenti proteiche, glucidiche e lipidiche vengono aggiunte a livello di compartimenti strutturali diversi. In alcune cellule sono presenti tipi di reticolo endoplasmatico altamente specializzati. Ad esempio, nelle cellule del muscolo scheletrico il reticolo endoplasmatico liscio (che qui è detto reticolo sarcoplasmatico) immagazzina ioni calcio che vengono rilasciati nel citosol per avviare la contrazione dopo lo stimolo di un motoneurone alla giunzione neuromuscolare.

## Aspetto al microscopio
Considerata l'architettura complessa dell'organello ed i molteplici ripiegamenti che assume la membrana plasmatica, al TEM il RE appare come una struttura estremamente eterogenea. Tuttavia esso è facilmente riconoscibile per:
- la presenza di membrane con core elettrondenso (grazie al loro spessore di 5-6 nm);[2]Modello 3D di RE ed esempio di sezione al TEM. Da notare l'arrangiamento del RER in lamelle, la presenza di nuclei elettrondensi (ribosomi) e la presenza di una membrana ben distinta.

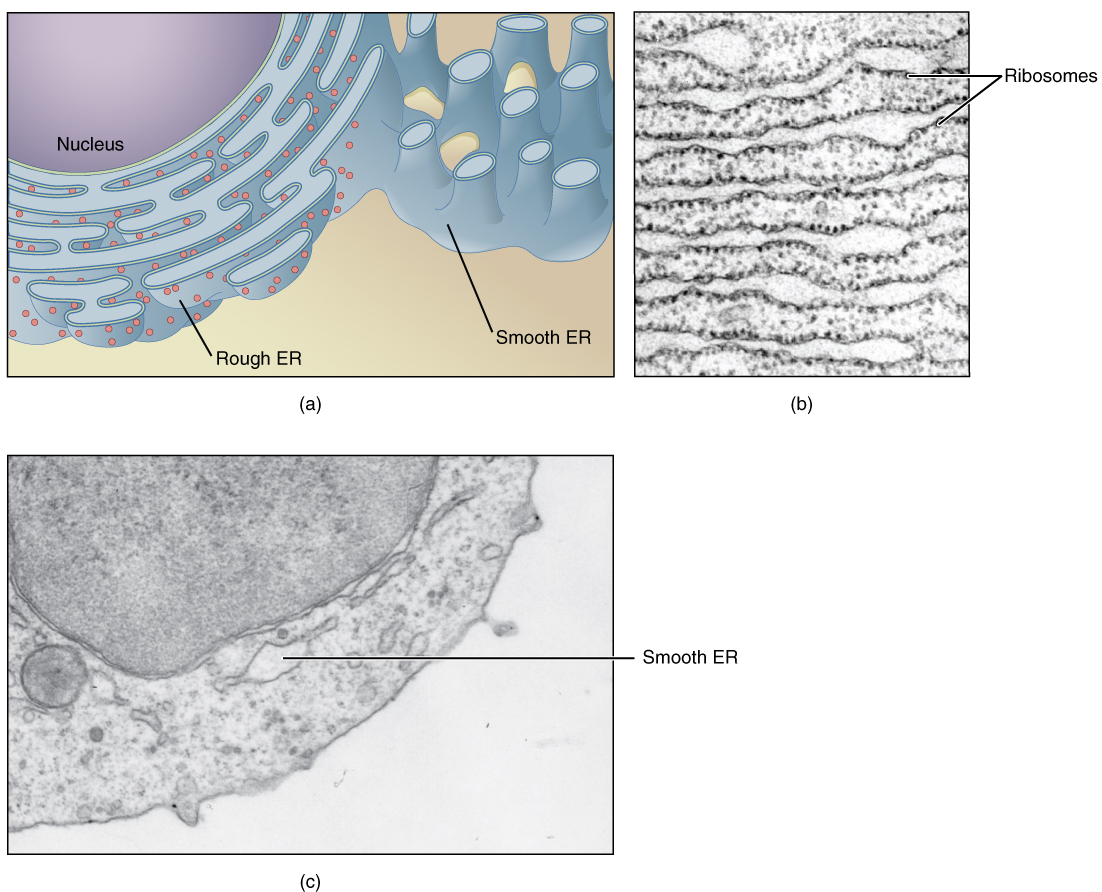
Modello 3D di RE ed esempio di sezione al TEM. Da notare l'arrangiamento del RER in lamelle, la presenza di nuclei elettrondensi (ribosomi) e la presenza di una membrana ben distinta.

- la presenza di "rosette" o semplici nuclei elettrondensi peri-membranosi, affacciati al lato citosolico dell'organello (ribosomi);[2]